# 미국 에너지부
미국 에너지부(美國 에너지部, 영어: United States Department of Energy, DOE)는 미국 내각 수준의 미국 정부 부서로, 에너지 및 핵 안보에 대한 미국의 정책과 관련되어 있다. 핵무기 프로그램, 미국 해군을 위한 원자로 생산, 에너지 절약 에너지 관련 연구, 방사성 폐기물 처리, 미국 에너지 생산에 대한 일을 한다. DOE는 다른 미 연방 기관보다 기초 및 응용 과학 연구를 더 후원하기도 한다.
미국 에너지 장관이 이 부서를 관장하며 본사는 워싱턴 DC 서부에 위치해 있다.

## 역사
미국 에너지부는 1977년 8월 4일 석유 파동 이후에 세워졌으며 미국이 외국 석유에 대한 독립성을 지키기 위하여 설립되었다. 당시 지미 카터 미국 대통령의 "Department of Energy Organization Act of 1977 (P.L. 95-91, 91 Stat. 565)" 입안 서명을 통하여 설립됐다.
이 부서의 운영은 1977년 10월 1일에 시작됐다.

## 미국 에너지부 정보국
미국 에너지부는 산하에 정보방첩국(Office of Intelligence and Counterintelligence)을 두고 있고, 이 기관은 에너지 정책 관련 사안과 더불어 외국, 특히 적대국들의 핵무기 생산과 운영에 대한 정보를 담당한다.
 

정보방첩국은 민감국가 및 기타 지정국가 목록(Sensitive and Other Designated Countries List· SCL)을 매년 지정하며, 이들에 대한 감시 및 관리를 시찰한다. 이들은 다음과 같다.
- 알제리
- 아르메니아
- 벨라루스
- 중화인민공화국
- 쿠바
- 조지아
- 인도
- 이란
- 이라크
- 이스라엘
- 카자흐스탄
- 북한
- 키르기스탄
- 리비아
- 몰도바
- 파키스탄
- 러시아
- 수단
- 시리아
- 대만
- 타지키스탄
- 투르크메니스탄
- 우크라이나
- 우즈베키스탄
- 대한민국

## 같이 보기
- 미국 에너지 관리청